# Істота в кошику
«Істота в кошику» (англ. Basket Case) — американський фільм жахів 1982 року режисера Френка Гененлоттера.

## Сюжет
Поштовий працівник Дуейн живе в нью-йоркському готелі разом зі своїм братом Білайлом — огидним недорозвиненим виродком маленького розміру, що володіє величезною фізичною силою і телепатичними можливостями. Дуейн ховає його від сторонніх очей у кошику. Вони народилися сіамськими близнюками, а їхня мати померла при пологах. Через деякий час їх розділяють хірургічним шляхом. Операція проходить більш-менш успішно, але самі брати були проти цього. Вони вирішують помститися й починають убивати лікарів, які розділили їх, одного за одним. Несподівано Дуейн закохується в секретарку одного з лікарів, і незабаром Білайл починає ревнувати брата.

## У ролях
| Актор               | Роль              |
| ------------------- | ----------------- |
| Кевін Ван Гентенрік | Дуейн Бредлі      |
| Террі Сьюзен Сміт   | Шерон             |
| Беверлі Боннер      | Кейсі             |
| Роберт Фогель       | менеджер готелю   |
| Діана Браун         | доктор Куттер     |
| Ллойд Паке          | доктор Нідлман    |
| Білл Фріман         | доктор Ліффландер |
| Джо Кларк           | О'Донован         |
| Рут Ньюман          | тітка Дуейна      |
| Річард Пірс         | батько Дуейна     |
| Шон Маккейб         | Дуейн у дитинстві |

## Цікаві факти
- Істоту створено з використанням пластиліну, глини, ляльок та статичних підпірок.
- Спочатку продюсери картини, які вирішили орієнтувати фільм на комедійну аудиторію, вирізали всі криваві сцени. Лише через якийсь час оригінальний варіант фільму був відновлений, і картина вийшла в прокат з підзаголовком «Повна версія».
- Велика частина титрів у кінці фільму складається з вигаданих людей або повторюваних прізвищ, бо сама знімальна група складалася з дуже невеликої кількості людей.
- Сцени в барі знімалися в садомазохистському барі на Мангеттені, який зараз відомий під назвою Hellfire Club.
- Зйомки, де актор Кевіна Ван Гентенрік біжить голяка по місту, знімалися без дозволу влади холодної зимової ночі. Він бігав по перегородженій фургонами з обох кінців вулиці, поки режисер не назнімав необхідну кількість матеріалу.